# Zona Especial de Conservação da Serra de Santa Bárbara e Pico Alto (Terceira)

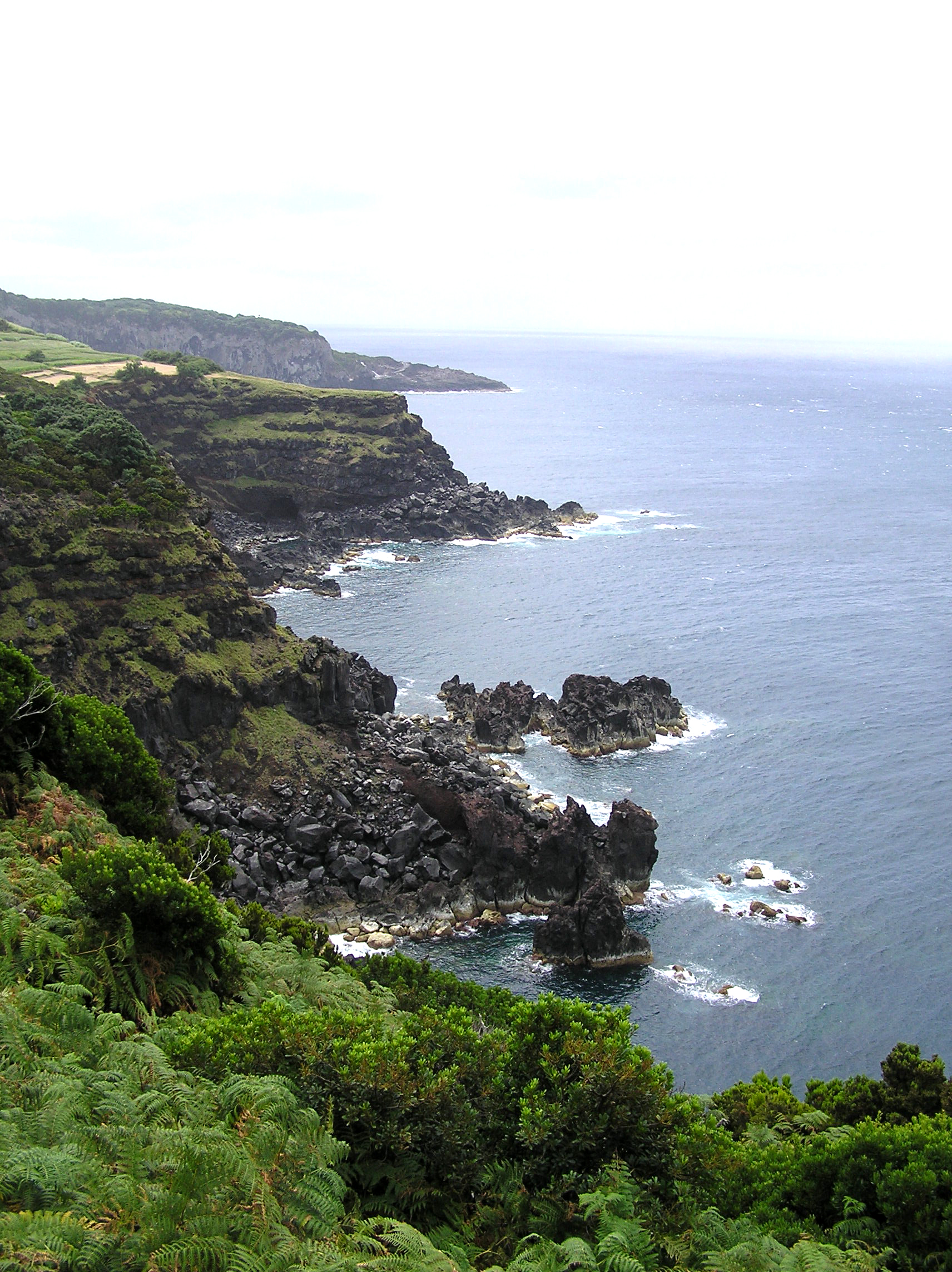
A costa noroeste da Terceira (Fajã da Serreta).

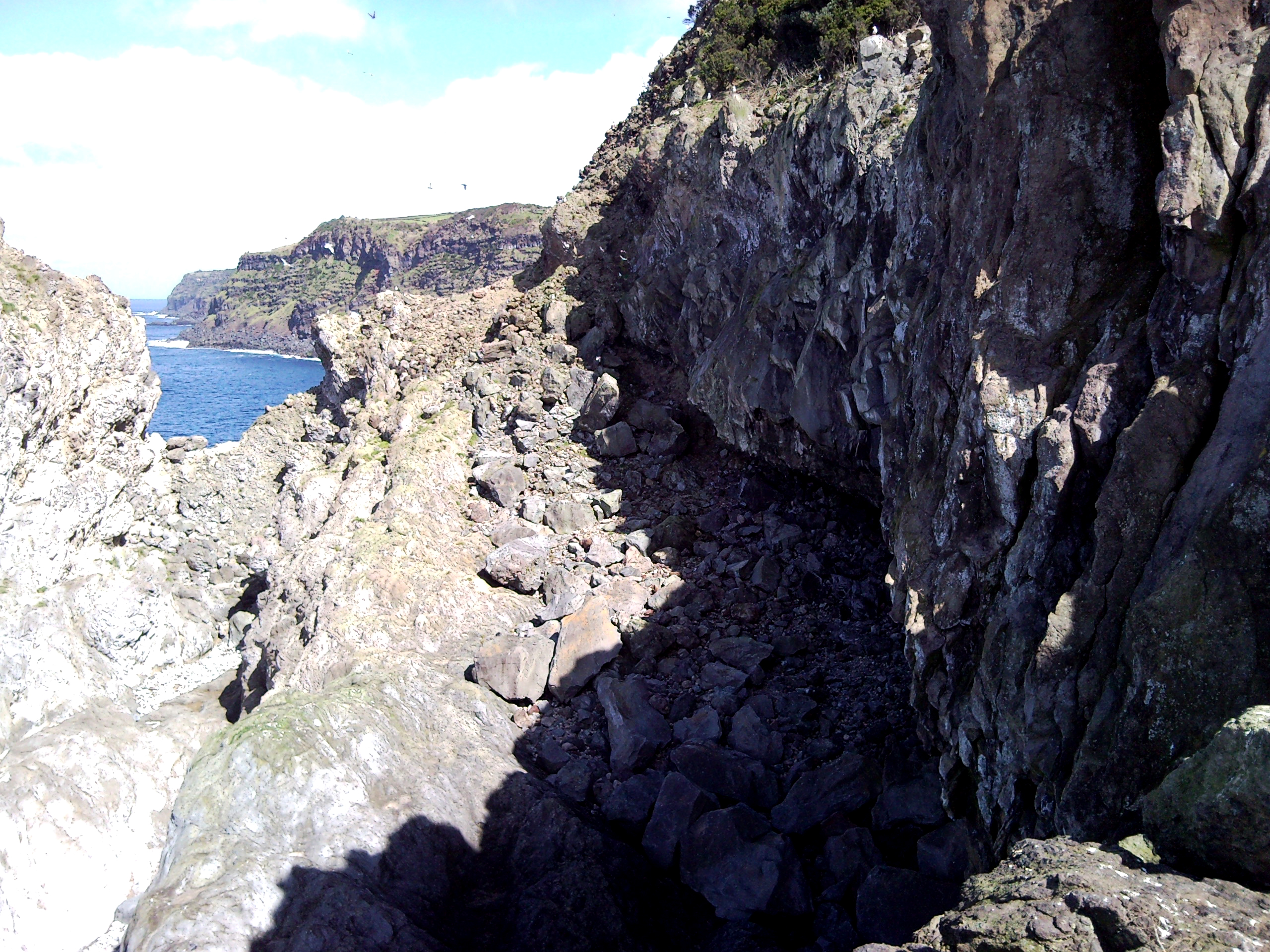
As alésias traquíticas da Ponta da Serreta.

Zona Especial de Conservação da Serra de Santa Bárbara e Pico Alto (Terceira) está localizada na ilha Terceira, nos Açores. Integra a Rede de Áreas Protegidas dos Açores como zona especial de conservação e compreende a Serra de Santa Bárbara e o Pico Alto. Desenvolve-se desde o nível do mar até às montanhas. Nesta ZEC está representada a maioria dos tipos de ecossistemas naturais dos Açores.
As inúmeras formações vulcânicas existentes,  de diversas idades, incluindo campos de lava  muito recentes e que constituem a cadeia de montanhas da Serra de Santa Bárbara e Pico Alto, com uma altitude máxima de 1021 m, formam meios ecológicos distintos com ecossistemas específicos, muitos de grande raridade.
A conjugação de diversos factores, como as condições geológicas, o relevo e a existência de microclimas bem diferenciados,  influenciaram marcadamente a natureza das espécies vegetais e a sua distribuição. Existem nesta ZEC diversos exemplos de espécies e habitats protegidos no âmbito da Directiva Habitats. Dos 17 habitats protegidos, incluídos nesta ZEC, estão representados neste local as falésias com flora endémica das costas macaronésicas, vegetação vivaz das costas de calhaus rolados e os matos macaronésicos endémicos (matos densos baixos de Erica azorica), sendo este último um habitat prioritário da Directiva Habitats.
Esta zona, conhecida por Ponta da Serreta, formou-se devido a uma grande massa traquítica que avançou sobre o mar, originada nas últimas fases eruptivas do aparelho vulcânico da Serra de Santa Bárbara. É visível neste local o processo de colonização de campos de lava por matos costeiros de urze.
Verifica-se a presença de espécies como o bracel-da-rocha (Festuca petraea), a urze (Erica azorica), a rapa (Calluna vulgaris) e a Spergularia azorica.